# Belpberg
Belpberg is een plaats en voormalige gemeente in het Zwitserse kanton Bern en maakt deel uit van het district Bern-Mittelland en sinds 1 januari 2012 van de gemeente Belp.